# Star Wars: Flight of the Falcon
Star Wars: Flight of the Falcon est un jeu vidéo de type shoot 'em up développé par Pocket Studios et édité par THQ, sorti en 2003 sur Game Boy Advance.
Le joueur y pilote le Faucon Millenium.

## Accueil
- Jeuxvideo.com : 8/20[1]